# Letnie Grand Prix w skokach narciarskich w Stams
Letnie Grand Prix w skokach narciarskich w Stams rozgrywane było od 1994 do 2001 roku na skoczni Brunnentalschanze, której punkt konstrukcyjny wynosi 105 metrów, natomiast rozmiar to 115 metrów. W 2000 roku w Stams nie zostały rozegrane zawody LGP.
Najwięcej zwycięstw w Stams w ramach Letniego Grand Prix odniósł Japończyk Masahiko Harada, który wygrywał w 1996 i 1998 roku. Harada również ma na swoim koncie najwięcej miejsc w pierwszej trójce. Oprócz dwóch zwycięstw wywalczył drugie miejsce w 1999 roku, kiedy przegrał z Martinem Schmittem. Podczas zawodów w 2001 roku, które były ostatnimi w Stams, Martin Höllwarth, który zajął drugie miejsce w konkursie, ustanowił rekord skoczni wynoszący 116 metrów.

## Podium poszczególnych konkursów LGP w Stams
| Lp | Data             | Uwagi | 1. miejsce        | 2. miejsce       | 3. miejsce         |
| -- | ---------------- | ----- | ----------------- | ---------------- | ------------------ |
| 1. | 5 września 1994  | -     | Takanobu Okabe    | Roberto Cecon    | Ari-Pekka Nikkola  |
| 2. | 3 września 1995  | -     | Karl-Heinz Dorner | Hiroya Saitō     | Kazuyoshi Funaki   |
| 3. | 1 września 1996  | -     | Masahiko Harada   | Mika Laitinen    | Jani Soininen      |
| 4. | 1 września 1997  | -     | Espen Bredesen    | Martin Höllwarth | Stefan Horngacher  |
| 5. | 9 sierpnia 1998  | -     | Masahiko Harada   | Martin Schmitt   | Kazuyoshi Funaki   |
| 6. | 22 sierpnia 1999 | -     | Martin Schmitt    | Masahiko Harada  | Andreas Goldberger |
| 7. | 18 sierpnia 2001 | -     | Roberto Cecon     | Martin Höllwarth | Igor Medved        |